# خانلیق اوبا (خاچماز)
خانلیق اوبا (به ترکی آذربایجانی: Xanlıqoba) یک منطقه مسکونی در جمهوری آذربایجان است که در شهرستان خاچماز واقع شده‌است. خانلیق اوبا ۴۲۹ نفر جمعیت دارد.